# Kwanasaurus
Kwanasaurus es un género extinto de reptiles dinosauromorfos silesáuridos del Triásico Superior de Colorado. Se conoce una sola especie, Kwanasaurus williamparkeri. Kwanasaurus tenía un cráneo más profundo y fuerte y una mayor especialización en herbivoría en comparación con otros silesáuridos. También poseía muchas características únicas del hocico, el ilion y la parte inferior del fémur. Se describió junto con nuevos especímenes de Dromomeron de Eagle Basin, la extensión más septentrional de la Formación Chinle.

## Descubrimiento
Kwanasaurus proviene de depósitos triásicos en Eagle Basin que rodean la ciudad de Eagle, Colorado. Esta área contiene las exposiciones más septentrionales de la Formación Chinle, que es famosa por sus fósiles de dinosaurios y otros reptiles del Triásico Tardío. Bioestratigrafíastentativas de reptiles terrestres estiman que los fósiles de la Cuenca del Águila, que fueron preservados en rojo roca sedimentaria, pertenecen a la biozona Revueltian de mediados y finales de la etapa Noriense del Triásico, hace 215-207 millones de años. El holotipo de Kwanasaurus es un maxilar parcial de silesáurido, DMNH EPV.65879. Todos los demás maxilares de silesáuridos recuperados del área parecen representar el mismo taxón, lo que indica que Kwanasaurus probablemente fue el único silesáurido de Eagle Basin. Con esto en mente, todos los demás fósiles de Eagle Basin que se asemejan a los de los silesáuridos se han referido al taxón. Estos incluyen múltiples dentarios, dientes, ilia, fémur y húmero. Las tibias y las escápulas similares a las de un dinosaurmorfo encontradas en el área también pueden pertenecer a Kwanasaurus, aunque no se han referido al género debido a que carecen de  nombrecaracterísticas claras de silesáurido. Kwanasaurus fue nombrado en un artículo de 2019 por Jeffrey W. Martz y Bryan J. Small, junto con la descripción del nuevo material de Dromomeron. El nombre del género incorpora kwana, el nombre ute para águila. El nombre específico conmemora al paleontólogo Bill Parker.

## Descripción

### Cráneo

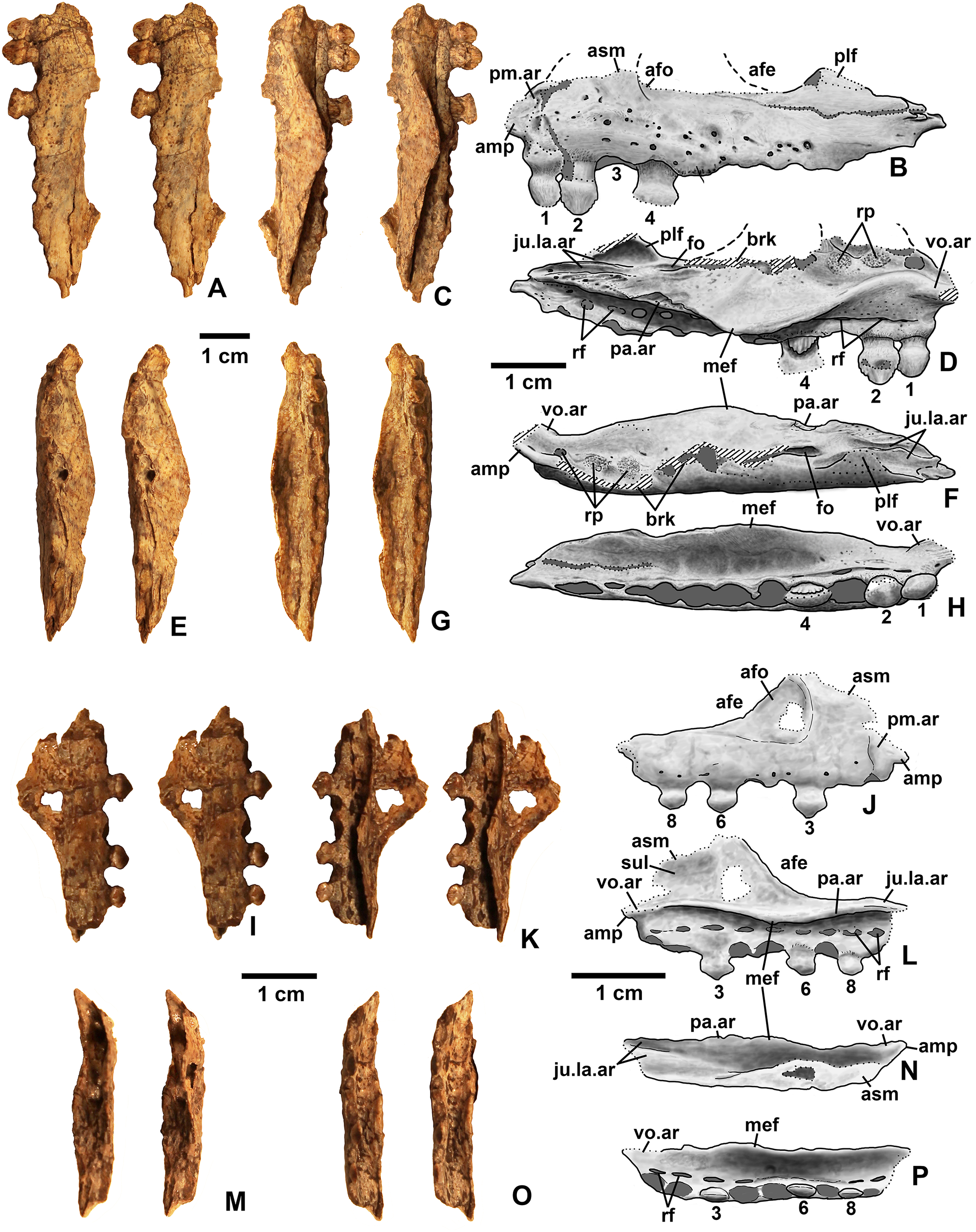
Maxilares, incluido el holotipo, DMNH EPV.65879, A-H

El maxilar es mucho más profundo y robusto en Kwanasaurus que en cualquier otro silesáurido. Hay fosas de reemplazo en el borde interno de la fila de dientes similares a las de los tireóforos, y fosas más pequeñas y numerosas en la superficie externa del maxilar. Cinco de los hoyos de reemplazo en la mitad de la longitud del hueso están colocados en un surco, un rasgo también presente en Silesaurus y en cráneos de silesáuridos de la Formación Ntawere. El frente del maxilar es similar al de Lewisuchus y Silesaurus, con una faceta premaxilar triangular y un reborde vomerino grueso y afilado. El proceso ascendente del maxilar es una punta delgada, anteroposteriormente ancha y que se eleva abruptamente, y la fosa anteorbital tiene un borde inferior cóncavo, ambos como Silesaurus. La superficie interna del maxilar superior tiene un reborde medial grueso, que cae hacia la fila de dientes como una cuchilla triangular. Este borde medial es exclusivo de Kwanasaurus entre los silesáuridos (y los dinosauromorfos del Triásico en general), y probablemente extendió la conexión del maxilar con el paladar detrás del vómer. La parte posterior del maxilar holotipo es característicamente compleja y similar a la descrita para Plateosaurus. Estos rasgos complejos incluyen un reborde posterolateral que probablemente protegía parte del yugal, un par de surcos dorsomediales profundos (que probablemente se articulan con el lagrimal y el yugal) y un surco ancho detrás del reborde medial que probablemente se articula con el palatino.

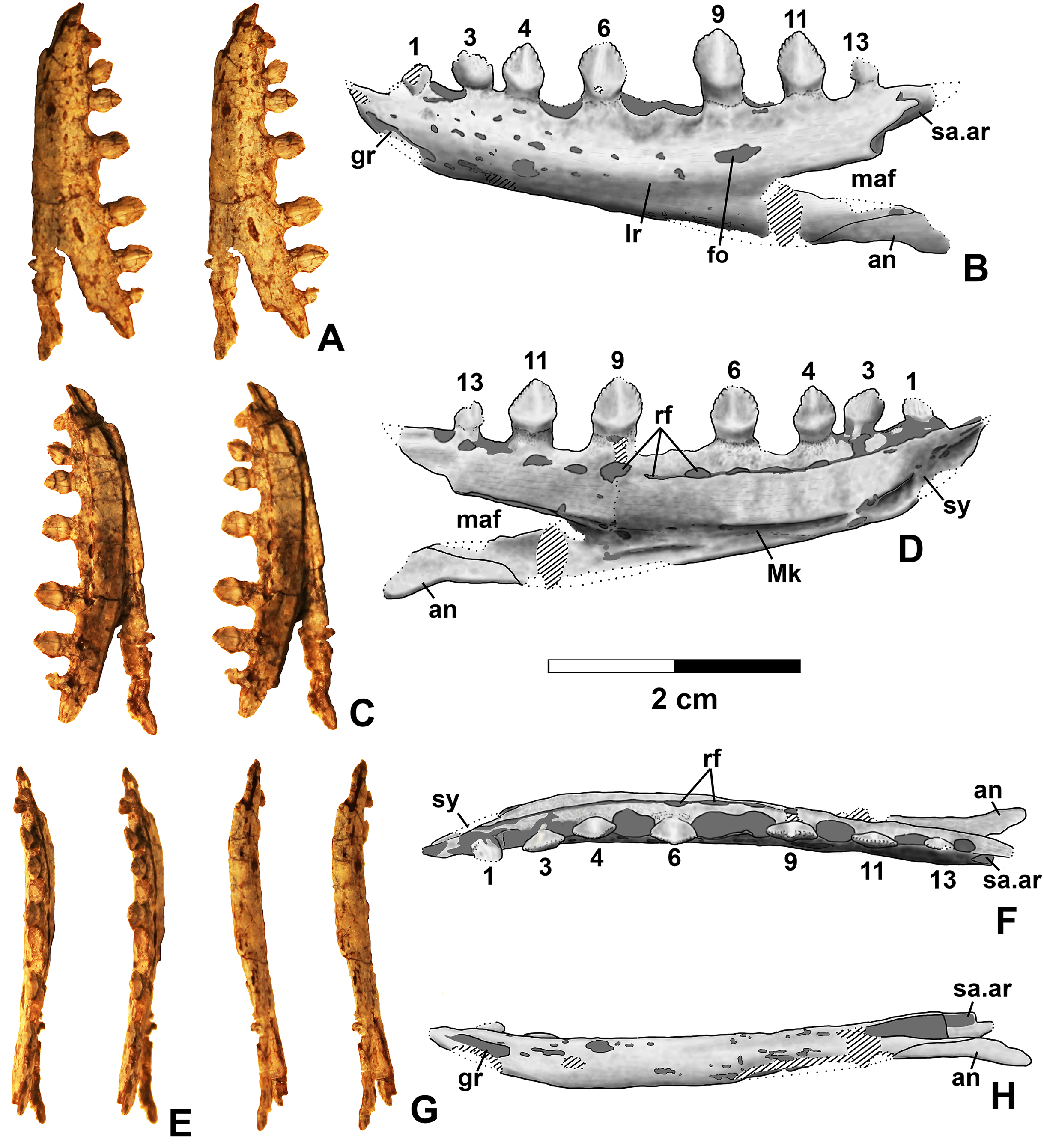
DMNH EPV.63136, el dentario referido más completo

Los huesos de la mandíbula inferior referidos a Kwanasaurus incluyen DMNH EPV.63136, uno de los dentarios más completos encontrados para cualquier silesáurido. Como en otros sulcimentisaurios, el surco de Meckel se coloca cerca del borde inferior de la mandíbula y los dientes se contraen en la raíz. La punta anterior del dentario es puntiaguda, sin dientes y tiene un surco lateral similar al de Silesaurus y Sacisaurus, junto con varios surcos mediales. Más atrás, el dentario es relativamente profundo y desarrolla una cresta lateral similar a la reportada para Diodoro y Eucoelophysis. El patrón de picaduras y agujeros en la superficie exterior del dentario también se parece a esos taxones. La fila de dientes está bordeada por un surco medial que conecta una serie de hoyos de reemplazo; por encima de la ranura, el hueso se inserta de forma similar al caso de Silesaurus, Eucoelophysis y Technosaurus. Kwanasaurus es el único silesáurido que conserva datos sobre la fenestra mandibular. Este agujero en la mandíbula era triangular, bordeado desde abajo por un proceso posteroventral del dentario que también se superponía a un angular parcial. El proceso posterodorsal del dentario es afilado a lo largo de su borde superior y con muescas a lo largo de su borde inferior.

### Dientes
Se han encontrado dientes de Kwanasaurus tanto como material aislado como dentro de maxilares y dentarios. Los dientes aislados tienen forma de hoja, dentículos gruesos, lados ligeramente aplanados y puntas de la corona más de la mitad hacia la parte posterior del diente. El lado lingual del diente tiene una gruesa cresta vertical cubierta de estrías. Sacisaurus, Eucoelophysis y posiblemente Technosaurus son los únicos otros silesáuridos que se sabe que poseen dientes similares, aunque los dientes en forma de hoja también son comunes en varios otros arcosaurios herbívoros. En algunos de los maxilares, los dientes son cortos e hinchados (casi redondos en la sección transversal) y se vuelven más pequeños hacia la parte posterior del hueso. Los dientes son similares pero más asimétricos. El medio del dentario tiene los dientes más grandes y denticulados de la mandíbula. Hay 12 dientes maxilares y 14 dientes dentarios. Estos dientes se extienden más atrás en el cráneo que la mayoría de los silesáuridos, como es el caso de Lewisuchus, pero no son tan numerosos como los de ese taxón.
Al igual que otros silesáuridos, Kwanasaurus tiene una implantación de dientes de anquilotecodonte, lo que significa que los dientes están colocados en cavidades pero también fusionados con el hueso circundante. Al menos en el maxilar, Kwanasaurus tiene un patrón complejo de reemplazo de dientes. Este patrón involucra la formación de dientes de reemplazo a lo largo del borde lingual de la fila de dientes, desplazándose hacia afuera (en donde la inserción del diente original se disuelve y el diente se desprende), fusionándose con la cuenca sobrante y dejando un hoyo de reemplazo. La fila de dientes tiene cuencas vacías y llenas alternadas, lo que indica que los dientes adyacentes nunca se reemplazaron al mismo tiempo. Esto contrasta con Silesaurus y Technosaurus (que a veces tienen varios dientes adyacentes reemplazados a la vez), pero se asemeja a la condición en algunos especímenes de Sacisaurus, Diodorus y Asilisaurus.

### Extremidades anteriores

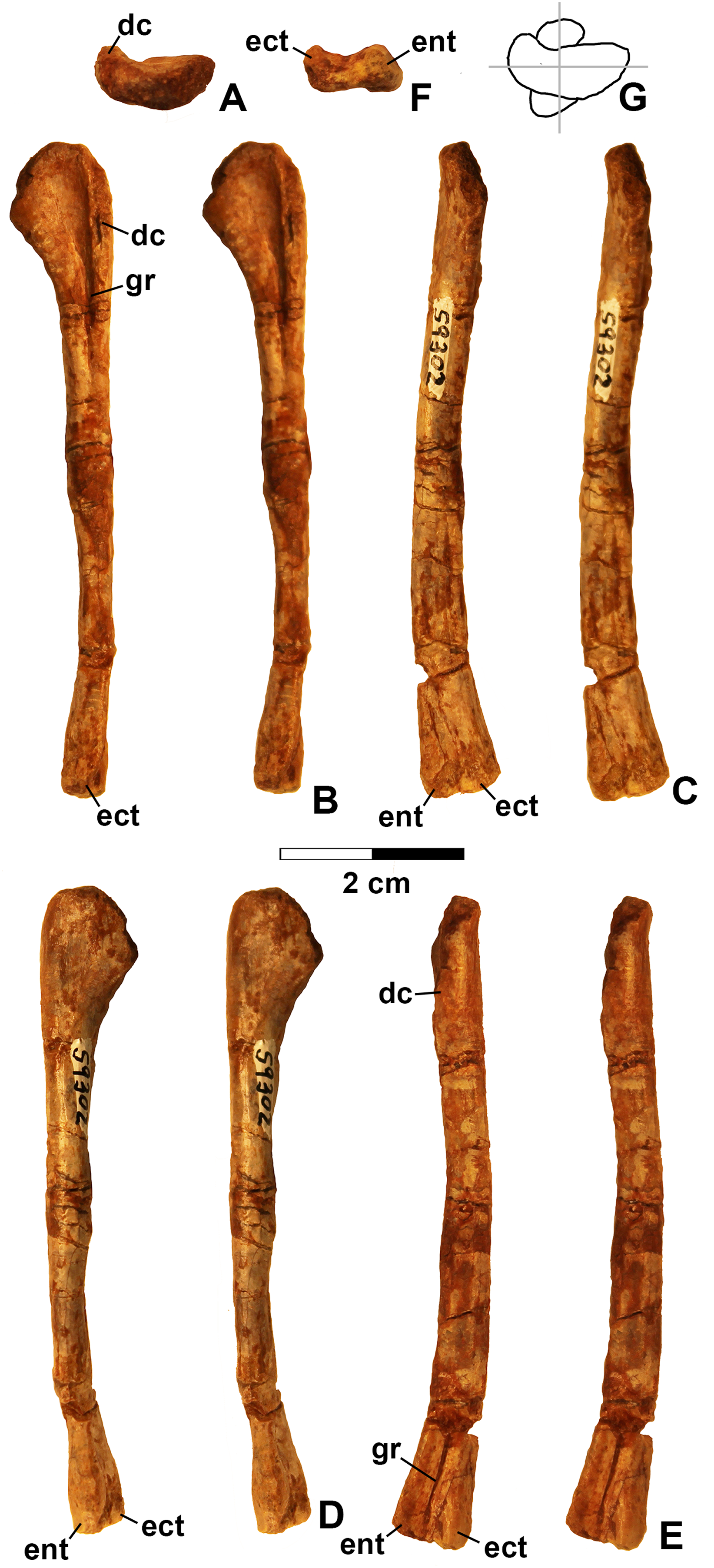
DMNH EPV.59302, el húmero referido

Un húmero largo y delgado es el único hueso de la extremidad anterior asignado con seguridad a Kwanasaurus, en base a su similitud con el de Silesaurus y Diodorus. La porción proximal está ligeramente expandida, pero la cabeza humeral no es tan gruesa ni recta como la de otros silesáuridos. A diferencia de los dinosaurios (pero en línea con otros silesáuridos), la cresta deltopectoral es pequeña y se extiende menos de un tercio a lo largo del eje. La porción distal del húmero es simple y apenas expandida, torcida con respecto a la porción proximal (similar a Silesaurus), pero también con un surco que recorre su superficie anterolateral (similar a Diodorus).

### Cadera y miembros posteriores

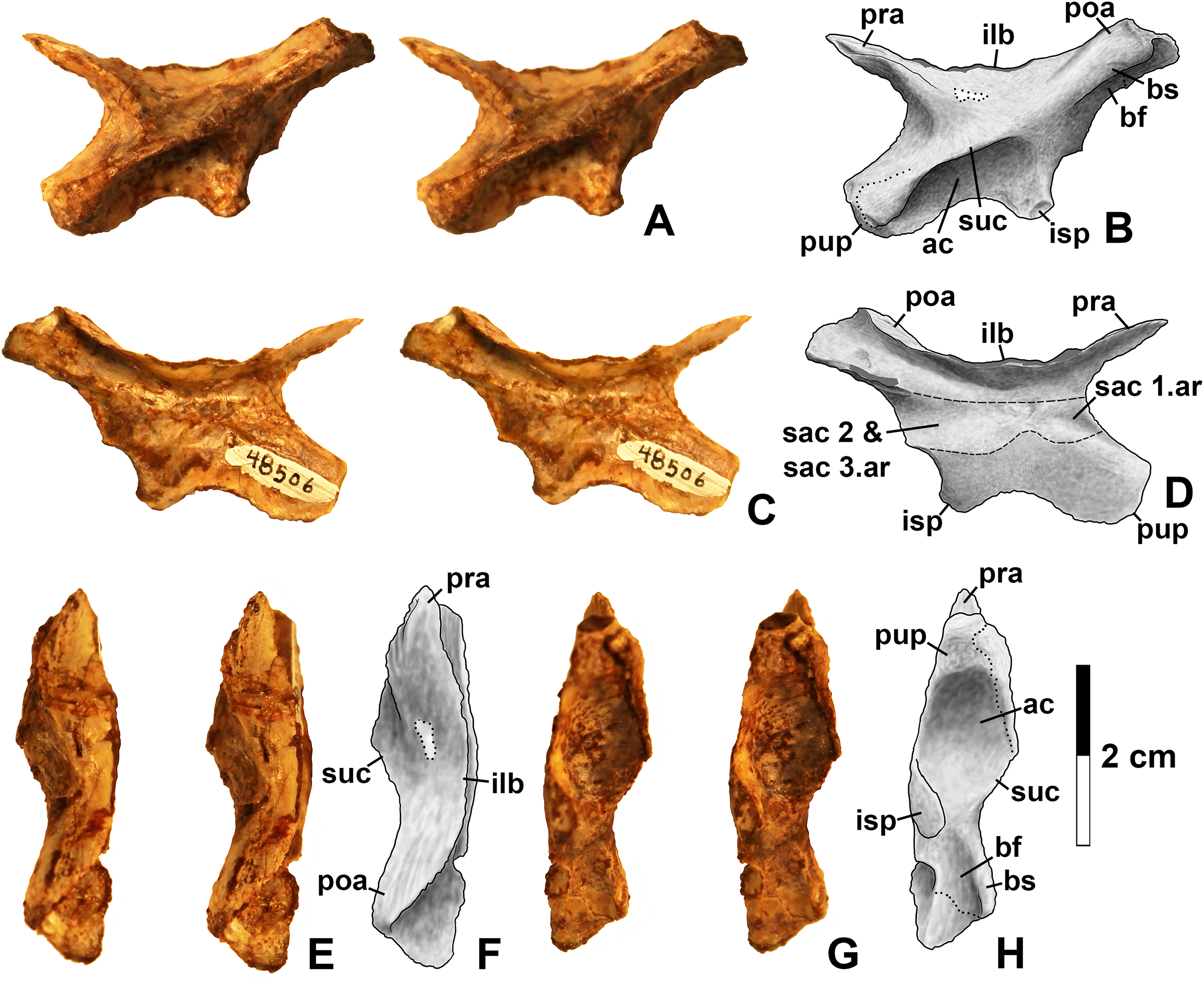
DMNH EPV.48506, el ilion referido más completo

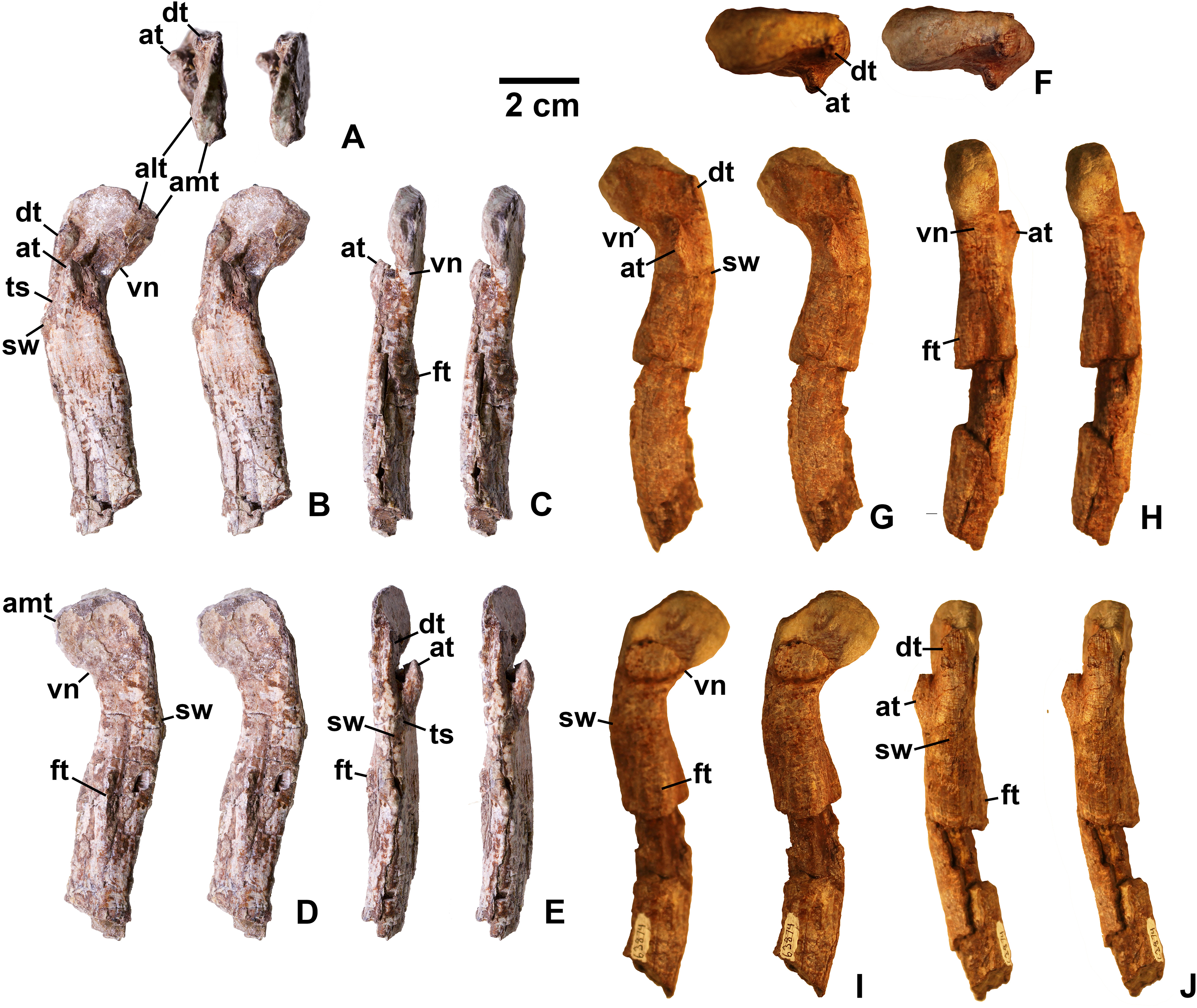
Fémur proximal grande referido, incluido DMNH EPV.125924 (A-E)

La cadera solo está representada por el ilion, que tenía una hoja superior baja en forma de silla de montar como silesáuridos como Silesaurus, Eucoelophysis e Ignotosaurus. También se parece a estos taxones en su proceso preacetabular alargado y expandido. Kwanasaurus lleva esta tendencia más allá, alargando el proceso preacetabular para que se proyecte más hacia adelante que el pedúnculo púbico, una adaptación que solo se ve en varios linajes de dinosaurios entre los dinosauriomorfos. El proceso postacetabular es grande y posee una plataforma brevis y una fosa brevis bien desarrollada, características estándar para los sulcimentisaurios. Como muchos dinosauromorfos basales, la plataforma brevis se fusiona con el borde del acetábulo y el borde posterior del proceso postacetabular tiene una pequeña extensión puntiaguda. El acetábulo es profundo y tiene un borde inferior muy delgado y cóncavo. Esto contrasta con otros silesáuridos, que tienen un borde inferior recto hasta el acetábulo y, en cambio, puede sugerir un acetábulo parcialmente perforado similar al de los dinosaurios. La superficie interna del ilion tiene varias facetas para las costillas sacras. La segunda faceta es el doble de larga que la primera y puede haber abarcado dos costillas sacras, lo que sugiere que Kwanasaurus poseía tres vértebras sacras.>

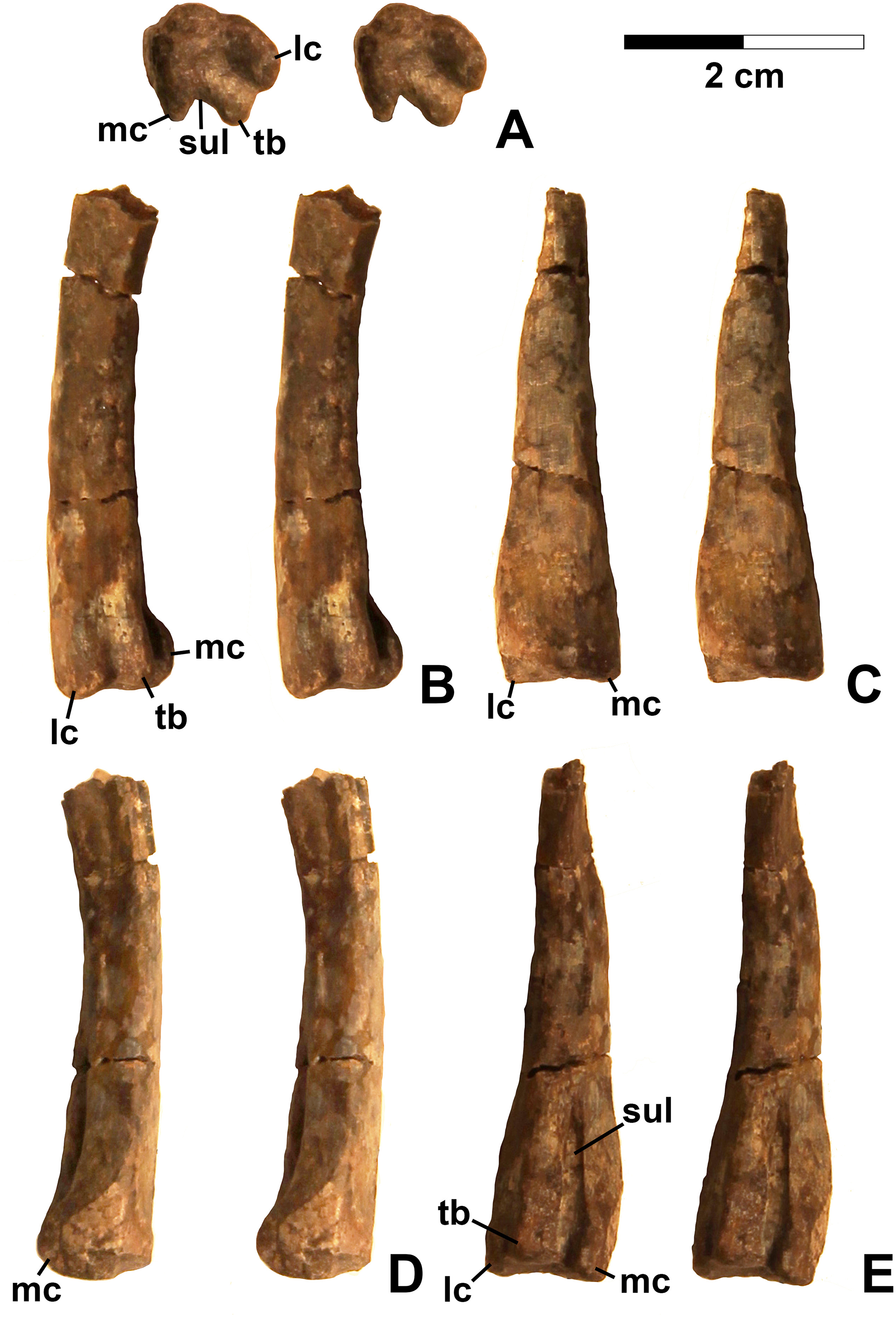
Fémur distal referido DMNH EPV.67956

Múltiples fémures de varios tamaños y condiciones han sido referidos a Kwanasaurus. La cabeza femoral era similar a la de otros silesáuridos avanzados, según varios rasgos. Estos incluyen un surco longitudinal en su superficie superior, una faceta articular recta (en lugar de redondeada) en la superficie medial, una muesca distinta en su parte inferior y una sección transversal triangular debido a la falta de un tubérculo posteromedial distinto. Directamente debajo de la cabeza se extiende una cresta conocida como trocánter dorsolateral. Adyacente a él está el trocánter anterior, una cresta vertical pronunciada característica de los dinosaurios (y algunos especímenes de Dromomeron). La cresta tenía forma de cuchilla, triangular y de bordes rectos, proporcionalmente más similar a Silesaurus entre los dinosaurios. Solo un fémur referido a Kwanasaurus (DMNH EPV.125924) poseía estructuras de unión muscular adicionales, como una plataforma trocantérea que probablemente representaba el sitio de unión del iliotrochanteris caudalis. Asilisaurus y Silesaurus son los únicos otros silesáuridos con estantes trocantéricos, y a veces se considera que su desarrollo está relacionado con la madurez esquelética. Sin embargo, el fémur de Kwanasaurus más grande (DMNH EPV.34579) carece de una plataforma trocantérea, a pesar de su presencia en el espécimen más pequeño 125924. Todos los especímenes tenían un cuarto trocánter bajo, a veces bordeado por una depresión anterior como en Sacisaurus y Diodorus. La porción distal del fémur poseía varias características únicas. El cóndilo medial era un reborde afilado, notablemente más delgado que el cóndilo lateral y la crista tibiofibularis. Esto es similar a los lagerpétidos pero en contraste con el cóndilo medial más ancho de todos los demás silesáuridos. Kwanasaurus también posee una depresión característica en la superficie distal del fémur, frente a la crista tibiofibularis. Sin embargo, el surco notablemente profundo y extenso presente entre los cóndilos medial y lateral es similar al de otros silesáuridos.

## Clasificación
Kwanasaurus se agregó a un análisis filogenético para probar su relación con otros silesáuridos. Las codificaciones para el taxón se basaron tanto en todo el material de silesáuridos de Eagle Basin como en las tibias y escápulas de dinosauromorfos que también pueden pertenecer a él. El árbol de consenso estricto (resultado promedio de todos los árboles más parsimoniosos) fue mal resuelto, con prácticamente todos los silesáuridos en una politomía junto con ornitisquios y sauropodomorfos. El árbol de consenso de Adams (en el que los taxones inestables se agrupan en la base del grupo más pequeño en el que siempre se encuentran) tiene una mejor resolución. En este árbol, el altamente inestable Ignotosaurus se desplaza a una politomía con los dinosaurios y otros silesáuridos, mientras silesauridae comienza con lewisuchus en la base, seguido de Soumyasaurus y Asilisaurus, y finalmente un clado que contiene a todos los demás silesáuridos. Este clado fue nombrado Sulcimentisauria por los autores del artículo. La eliminación de Ignotosaurus, Soumyasaurus y Technosaurus condujo a una mayor resolución dentro de Silesauridae. Se descubrió que Kwanasaurus era el taxón hermano del otro taxón norteamericano, Eucoelophysis.

## Paleoecología
Kwanasaurus fue el silesáurido más septentrional y más joven encontrado en América del Norte. Sus dientes cortos, en forma de hoja y fuertemente denticulados estaban adaptados para comer plantas, un rasgo compartido por varios otros silesáuridos avanzados. Esta dieta representa la culminación de una serie de adaptaciones dentro de Silesauridae, comenzando siendo carnívoros en Lewisuchus (evidenciado por dientes recurvados y finamente aserrados), continuando siendo omnívoros y/o insectívoros en Asilisaurus y Silesaurus (dientes cónicos con pocas sierras), y finalmente evolucionando a una dieta herbívora especializada en los sulcimentisaurios avanzados. Kwanasaurus en particular tenía huesos de cráneo robustos adornados con crestas, lo que indica que probablemente se alimentaba de plantas más duras que otros silesáuridos herbívoros. El momento de la evolución de la dieta de los silesáuridos refleja la adquisición de la herbivoría en los dinosaurios sauropodomorfos, que se diversificaron en las partes sur y este de Pangea en la etapa de Noriense. La ausencia de dinosaurios herbívoros en la Formación Chinle puede indicar que aún no habían colonizado la región noroeste de Pangea que eventualmente se convertiría en América del Norte. Esto dejaría nichos herbívoros disponibles para otros amniotas, lo que explicaría la diversidad de herbívoros no dinosaurios en la Formación Chinle. Estos incluyen alokotosaurios (Trilophosaurus), pseudosuquios (Revueltosaurus, aetosaurios y shuvosáuridos) y dicinodontos (Placerias). Kwanasaurus era uno de los silesáuridos que formaba parte de este gremio de herbívoros norienses, junto con su pariente Eucoelophysis (que vivía más al sur en Nuevo México).

## Galería

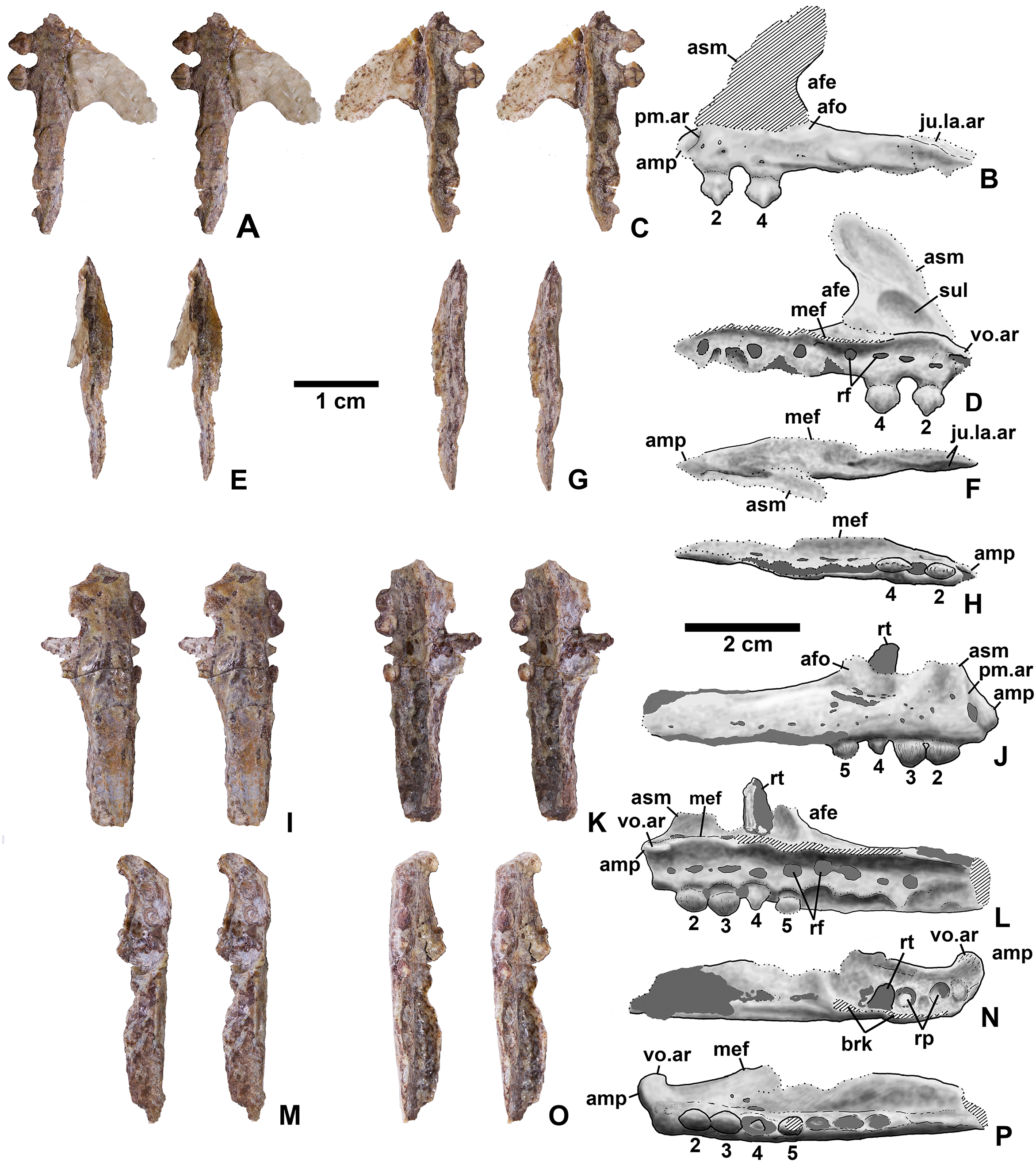
Maxilares adicionales
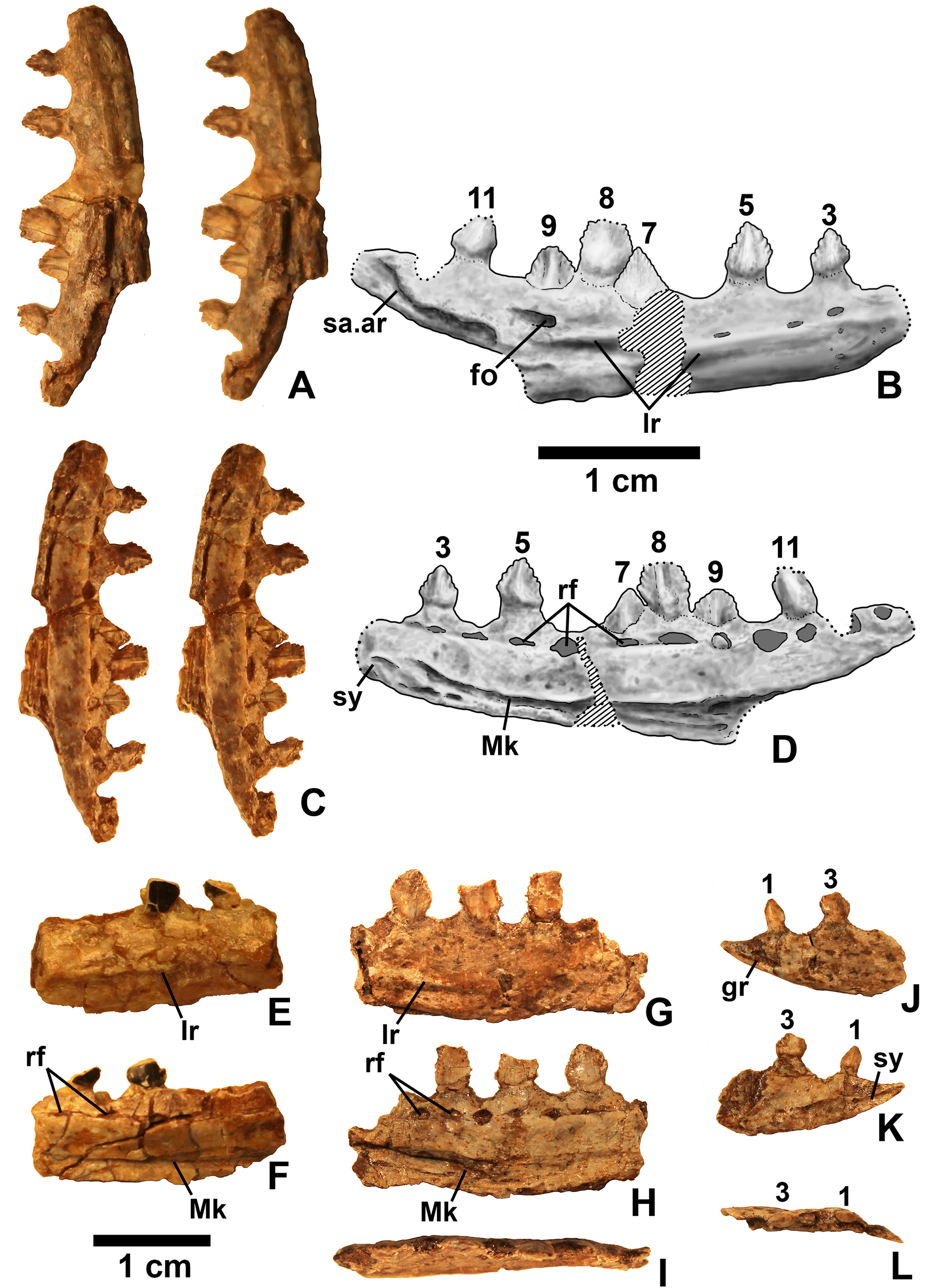
Dentarios adicionales
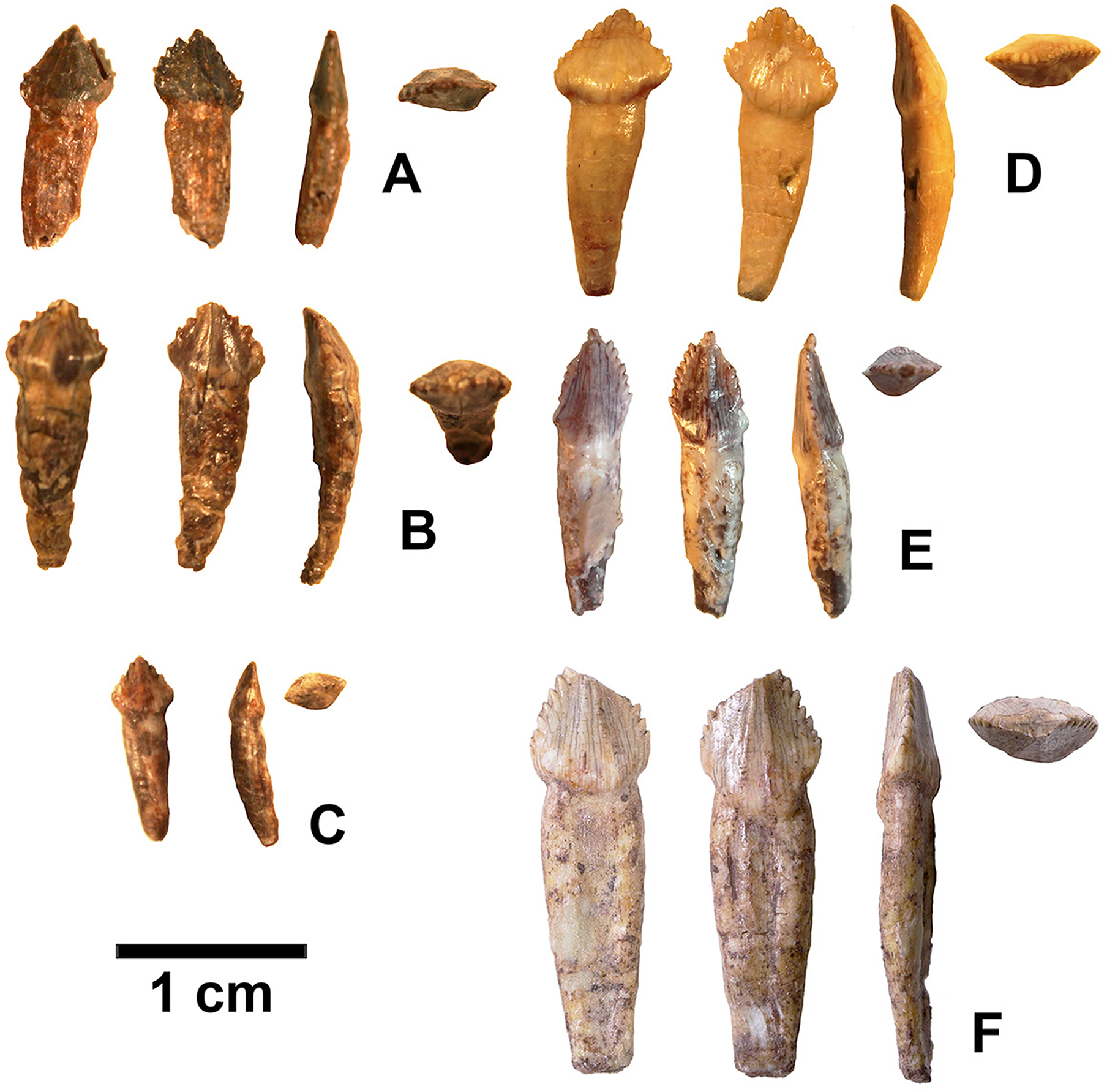
Diente
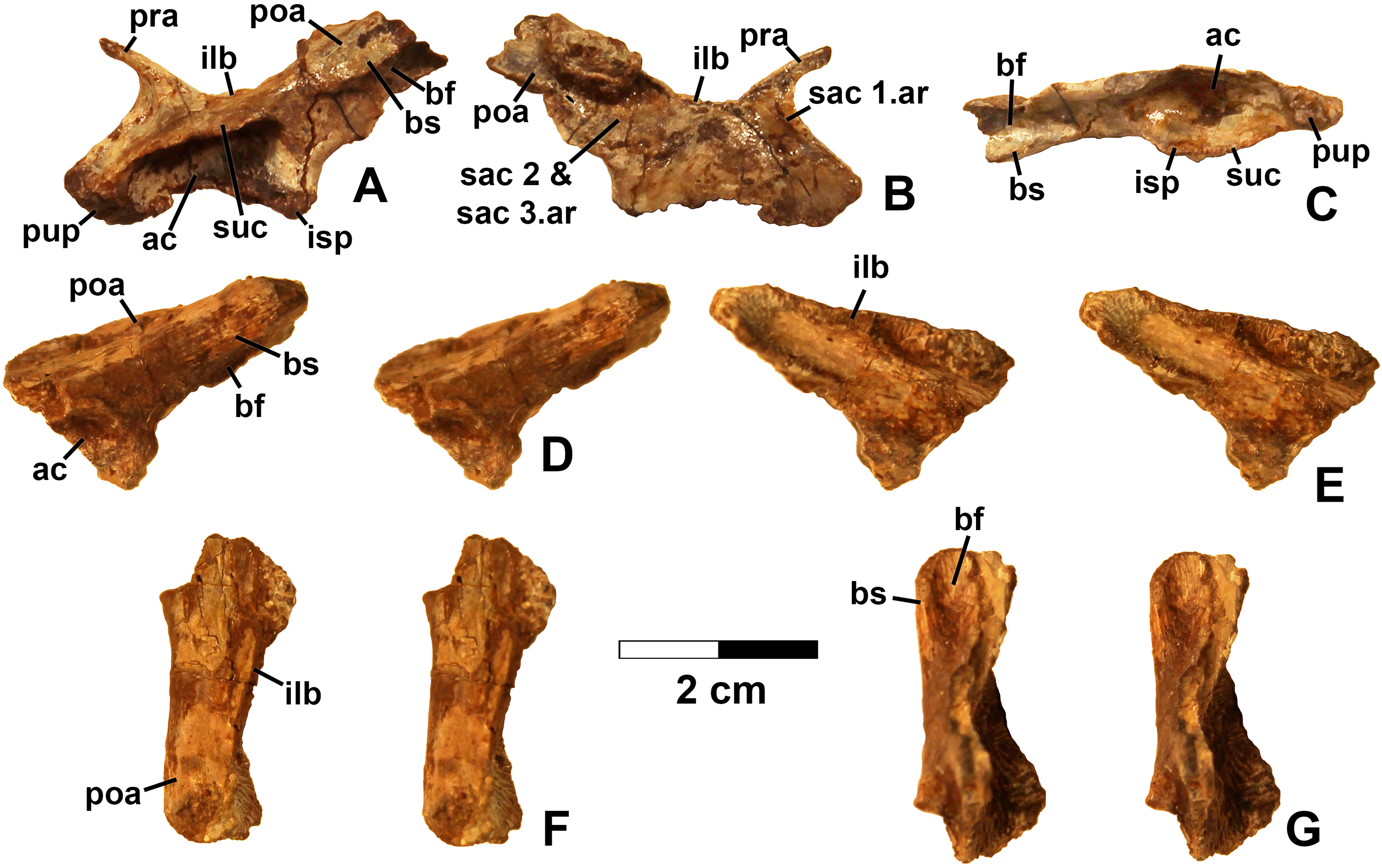
Ilio adicional
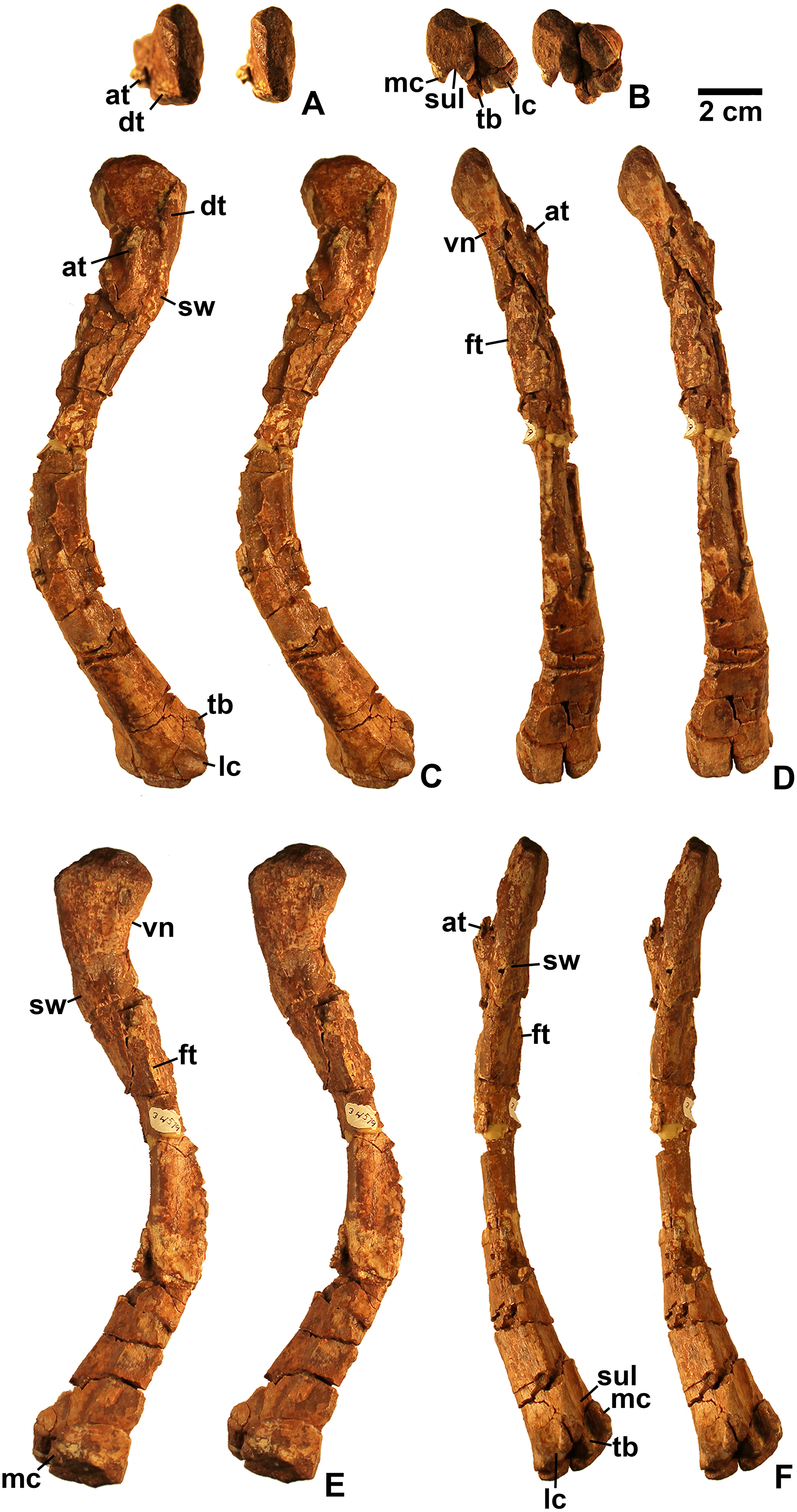
Un fémur completo
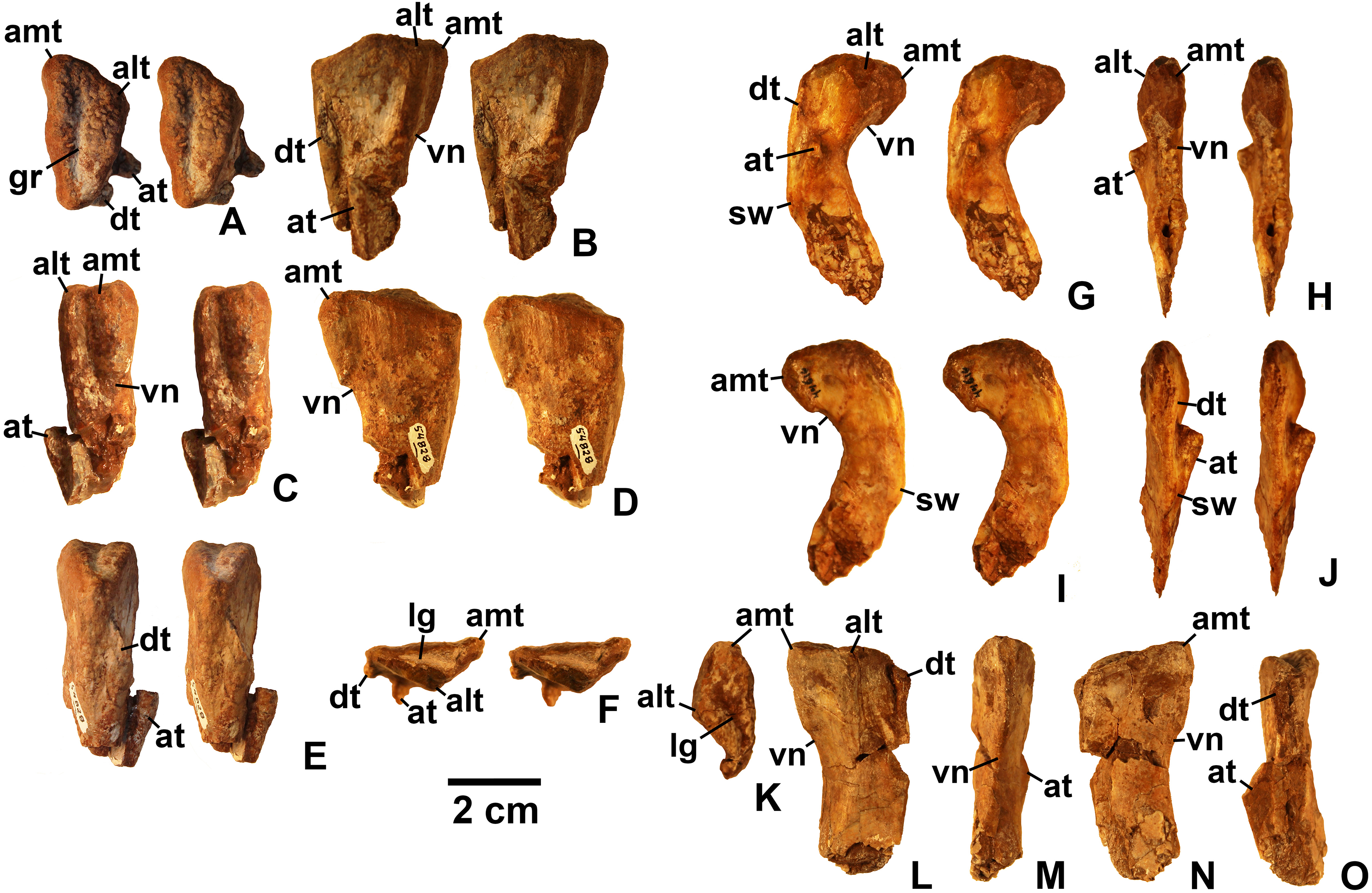
Fémur proximal grande
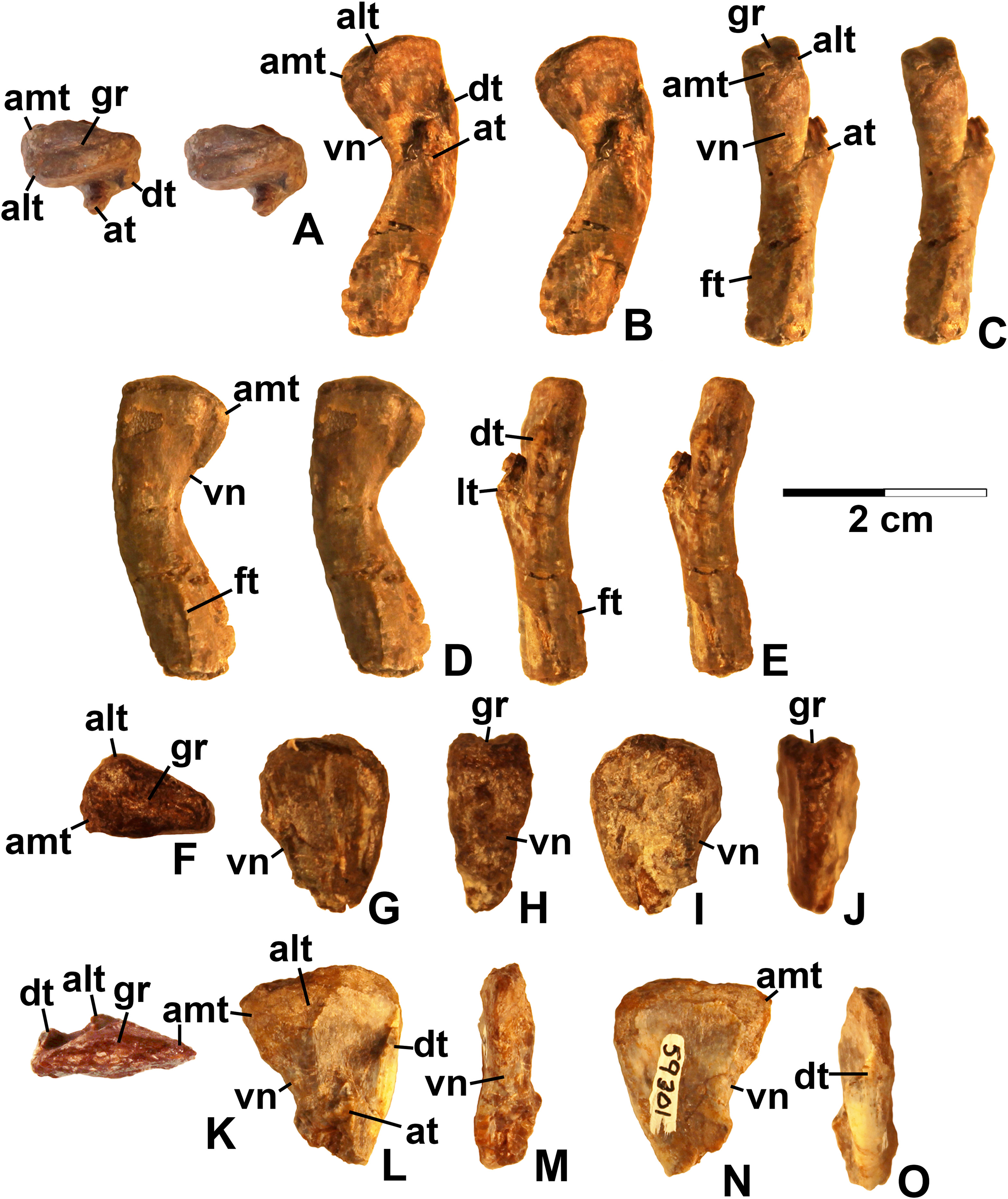
Fémur proximal pequeño